# 카를 폰 괴벨 기사

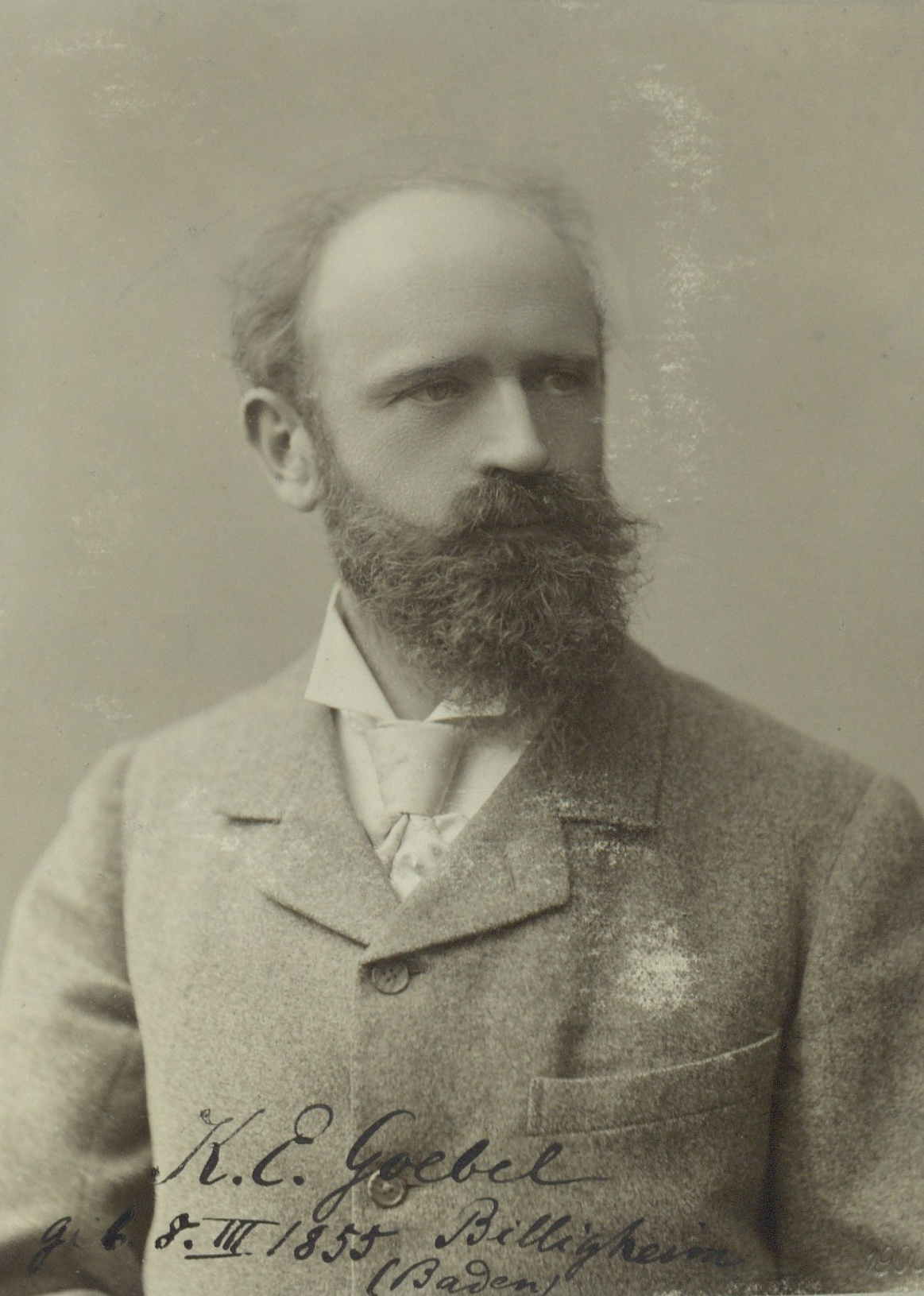
Karl Ritter von Goebel, c. 1898

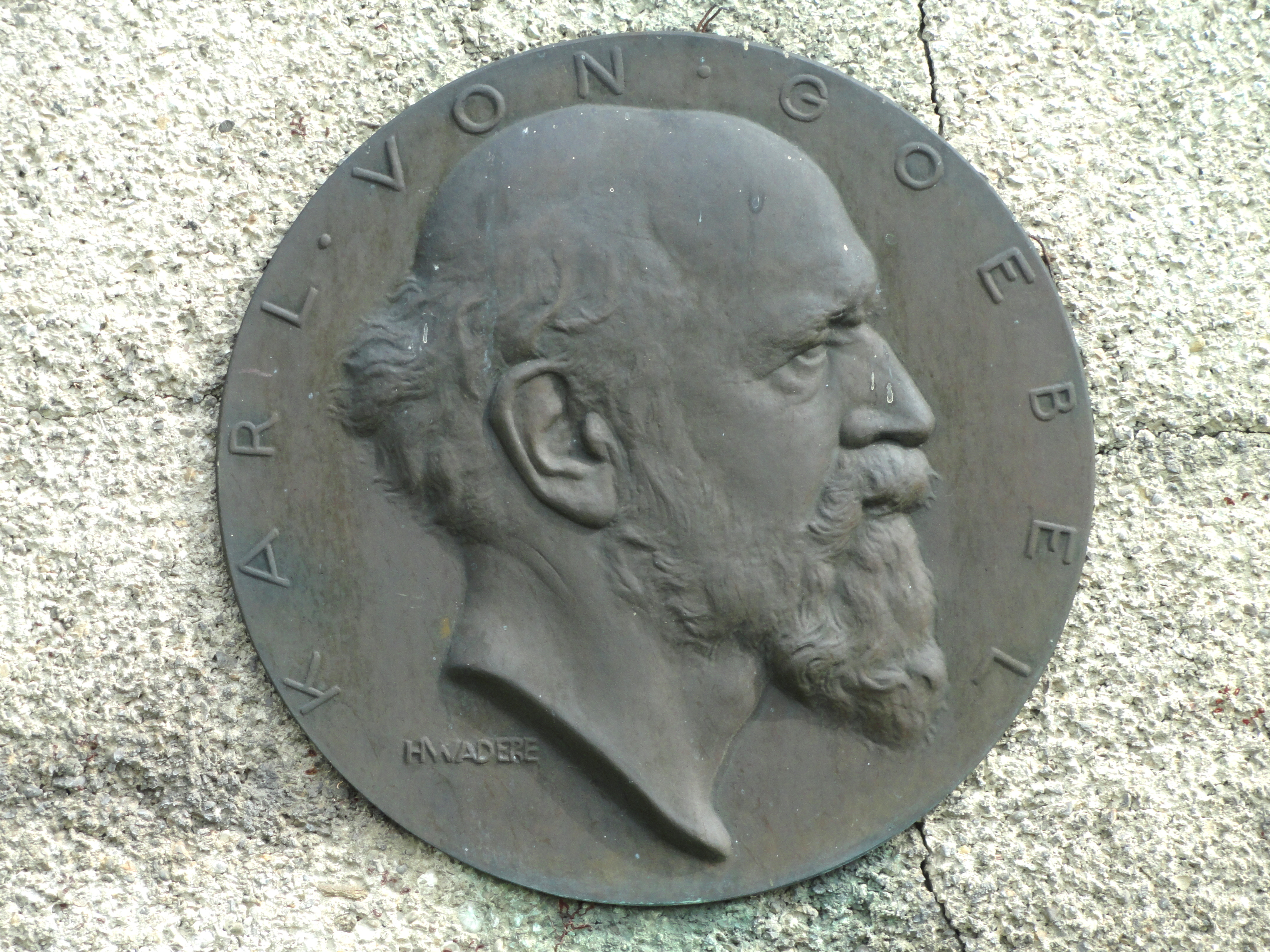

카를 리터 폰 괴벨(Karl Ritter von Goebel, 1855년 3월 8일 ~ 1932년 10월 9일)은 독일의 식물학자이다.
『식물 조직학(Organographie der Pflanzen, 1898-1901)』을 쓴 저명한 식물 형태학자로서 뮌헨에 식물학연구소와 식물원을 세웠다.